# Lappwaldbahn

Logo der LWS Lappwaldbahn Service GmbH

Die Lappwaldbahn-Unternehmensgruppe besteht aus mehreren Einzelunternehmen mit Sitz in Weferlingen (Sachsen-Anhalt), Dörenthe (Nordrhein-Westfalen) und Selters (Rheinland-Pfalz). Im Einzelnen gehören ein Eisenbahnverkehrsunternehmen (EVU), ein Eisenbahninfrastrukturunternehmen (EIU), eine Fachwerkstatt für Eisenbahnfahrzeuge sowie ein Gleisbauunternehmen zur Unternehmensgruppe. Der Name Lappwald bezieht sich auf einen Höhenzug an der Grenze von Sachsen-Anhalt und Niedersachsen nördlich von Helmstedt.
Die LWC Lappwaldbahn Cargo GmbH (LWC) betätigt sich als EVU hauptsächlich im Güterverkehr und in der Baustellenlogistik.
Die LWS Lappwaldbahn Service GmbH betreibt als EIU mehrere Eisenbahnstrecken in den Bundesländern Sachsen-Anhalt, Niedersachsen, Nordrhein-Westfalen und Rheinland-Pfalz ist zugleich Inhaberin der beiden Tochterunternehmen LWG Lappwaldbahn Gleisbau GmbH und LWI Lappwaldbahn Instandhaltung.

## Geschichte
Die Lappwaldbahn GmbH wurde 1997 gegründet und erhielt 1998 die Genehmigung als EVU für den öffentlichen Güterverkehr. Im Jahr 2001 übernahm das Unternehmen als erste Strecke die Weferlingen–Grasleben von der DB Netz und schloss einen Kooperationsvertrag für den Güterverkehr mit der DB Cargo ab.
Im Jahr 2009 erfolgte die Aufspaltung in die Lappwaldbahn GmbH (LWB) als EVU und in die LWS Lappwaldbahn Service GmbH als EIU.
Während die ausgegliederte Lappwaldbahn GmbH am 16. November 2016 Insolvenz beantragte, gründete die LWS Lappwaldbahn Service GmbH im selben Jahr wiederum die LWG Lappwaldbahn Gleisbau GmbH. Zusätzlich übernahmen die Gesellschafter der LWS die DZ Rail GmbH und wandelten diese als eigenständig agierende Gesellschaft innerhalb der Unternehmensgruppe, in die LWC Lappwaldbahn Cargo GmbH, um.

## Streckennetz
Die Lappwaldbahn betreibt Güterverkehr auf der im Jahre 2000 von der Deutschen Bahn AG gepachteten, 30 Kilometer langen Strecke Haldensleben–Weferlingen, die sich von Haldensleben am Mittellandkanal in westlicher Richtung durch ein abwechslungsreiches Hügelland bis nach Weferlingen am Lappwald hinzieht. Diese wurde in den Jahren 1906/07 von der Kleinbahn-AG Neuhaldensleben–Weferlingen eröffnet und kam über mehrere Firmenwechsel zur Deutschen Bahn AG. Von ihr war der Personenverkehr im Jahre 1999 eingestellt worden.
Ferner hat die Lappwaldbahn die drei Kilometer lange Anschlussbahn Weferlingen–Grasleben von den Quarzwerken Grasleben im Jahr 2001 gepachtet, die von der Preußischen Staatsbahn am 1. September 1895 in Betrieb genommen worden, aber durch die Grenzziehung 1945 jahrzehntelang unterbrochen worden war.
Schließlich wurde 2006 die anschließende, 18 Kilometer lange Strecke Helmstedt–Grasleben von DB Netz übernommen.
Weiterhin führt sie bis 2020 den Betrieb auf den Strecken Haldensleben–Emden und Süplingen–Dönstedt für die Norddeutsche Naturstein Rail GmbH (NN Rail) durch.
In den Jahren 2013 und 2014 konnte die LWB ein Basaltwerk und ein Quarzsandwerk in Walbeck durch die Wiederinbetriebnahme der Anschlussgleise als Kunden gewinnen.
Am 1. Dezember 2015 erwarb die LWS Lappwaldbahn Service GmbH die zur Übernahme ausgeschriebene 43,6 Kilometer lange Bahnstrecke Ibbenbüren–Tecklenburg–Lengerich–Bad Iburg–Versmold und die 7,1 Kilometer lange Zweigstrecke Brochterbeck–Hafen Saerbeck am Dortmund-Ems-Kanal in Ibbenbüren-Dörenthe von der Teutoburger Wald-Eisenbahn (TWE). Im August 2018 wurde der erste Abschnitt Ibbenbüren–Brochterbeck–Hafen Dörenthe fertiggestellt, um den Güterverkehr zu ermöglichen. Ebenfalls 2018 wurde die Landesgartenschau in Bad Iburg mit touristischen Zügen angebunden. Die Landkreise Steinfurt, Osnabrück und Gütersloh beteiligten sich 2019 mit Zuschüssen an den Reaktivierungskosten. Die wesentlichen Bauarbeiten wurden Ende 2022 abgeschlossen. Ende 2023 waren auch die technischen Arbeiten abgeschlossen und die Strecke betriebsbereit. Für die regelmäßige Nutzung müssen noch einige Haltepunkte saniert und barrierefrei umgebaut werden, was bis Ende 2024 geschehen soll.[veraltet]
Am 26. November 2018 kaufte die LWS nach knapp zwei Jahren Verhandlungen die ebenfalls zur Übernahme gemäß AEG §11 ausgeschriebene 33 Kilometer lange Strecke Altenkirchen–Selters im Westerwald, deren Eigentümerin sie zum 1. Januar 2019 wurde. Nach einer Instandsetzung konnte der Güterverkehr auf der Strecke Ende 2019 wieder aufgenommen werden.
Die Lappwaldbahn hat Interesse an der Strecke Osberghausen – Waldbröl (Wiehltalbahn) und der sich anschließenden Strecke Hermesdorf – Morsbach (Wissertalbahn) bekundet. Dort steigt die Rhein-Sieg-Eisenbahn zum September 2025 als Eisenbahninfrastrukturunternehmen aus. Es wurde ein Konzept zur Übernahme und Nutzung der Kommunalpolitik vorgelegt. Die Strecke gehört den Anreihnerkommunen, die die Strecke bis zu einem Gerichtsurteil 2010 endgültig stilllegen und abbauen wollten.
Insgesamt weist das Schienennetz nunmehr eine Gesamtlänge von 135 Streckenkilometern auf.

## Fahrzeuge

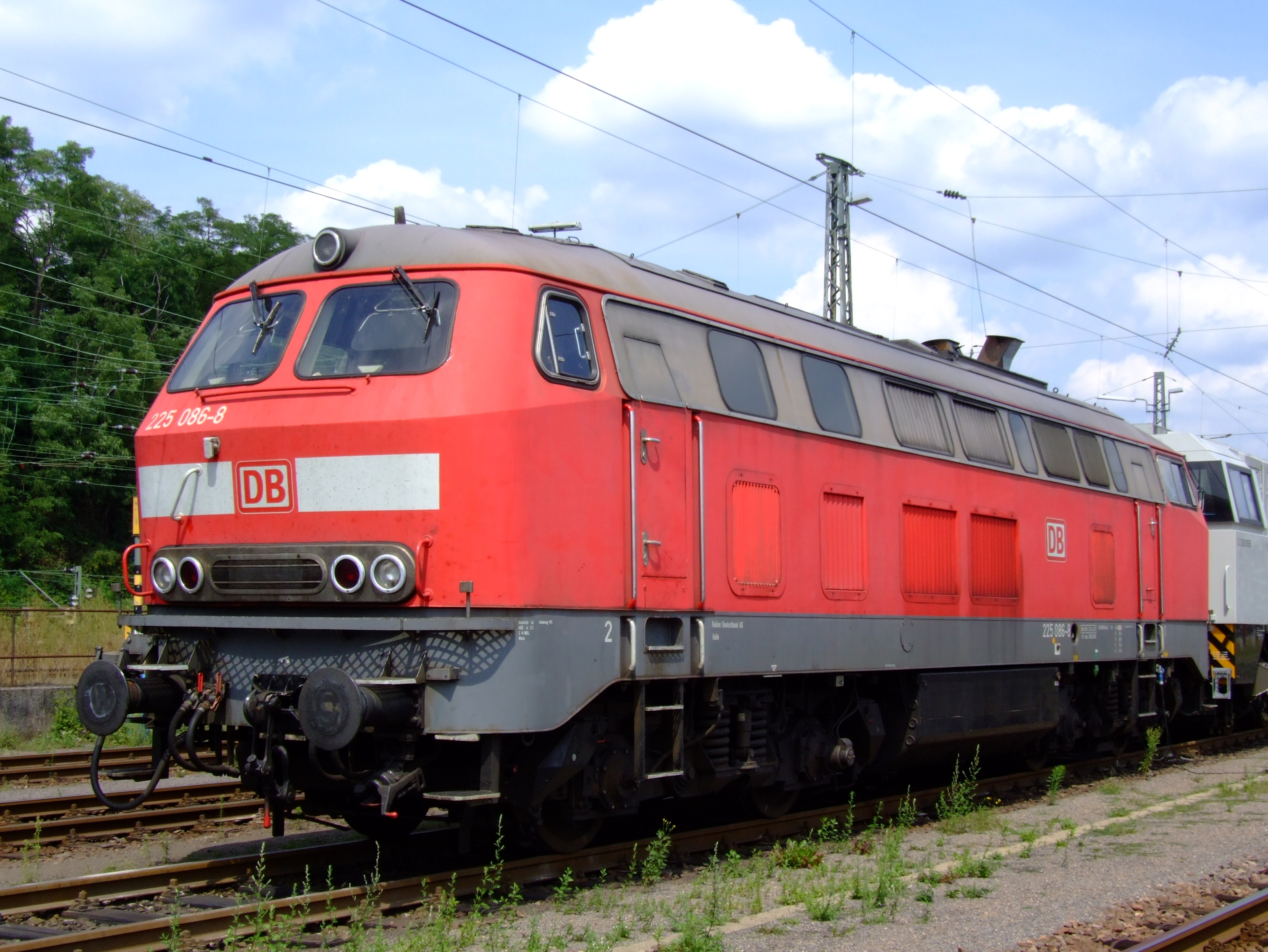
DB 225 086-8

Die Lappwaldbahn setzt für den Ganzzugverkehr vier erworbene Diesellokomotiven der DB-Baureihe 225 und eine gemietete Class 66 ein. Im Dezember 2020 wurde eine Stadler-Eurodual-Lokomotive angeschafft.